# Сънят на рицаря
„Сънят на рицаря“ е сред ранните картини на италианския художник от Ренесанса Рафаело. Намира се в Националната галерия в Лондон.

## Описание
На картината е изобразен млад рицар в доспехи, който спи под лаврово дърво. Изправени до него са две жени. Едната жена държи книга и меч, а другата цвете. Пейзажът във фона напомня околностите на Урбино – родното място на Рафаело. Картината е алегория.
Предполага се, че сюжетът на картината е вероятно създаден по мотивите на епическата поема „Пуника“ (на латински: Punica) на Силий Италик, в която описва Втората пуническа война. В поемата до младия войник Сципион Африкански, който почива в сянката на дървото, застават две дами: Добродетелта и нейната съперница Наслаждението. Добродетелта обещава на Сципион почит и слава благодарение на победите във войната, но предупреждава, че пътят до нейния дом е стръмен и каменист. Наслаждението предлага лек и безгрижен живот и зад нея се вижда слънчево езеро..
В картината на Рафаело тези 2 жени не са изобразени като съперници. За да покаже, че съществува морална дилема, Рафаело показва Добродетелта и Наслаждението като равни. Възможно е символите, които държат двете заедно книга, меч и цвете да са символи на учения, войника и любовника, чийто качества трябва да съчетава идеалният рицар..